# Coracle

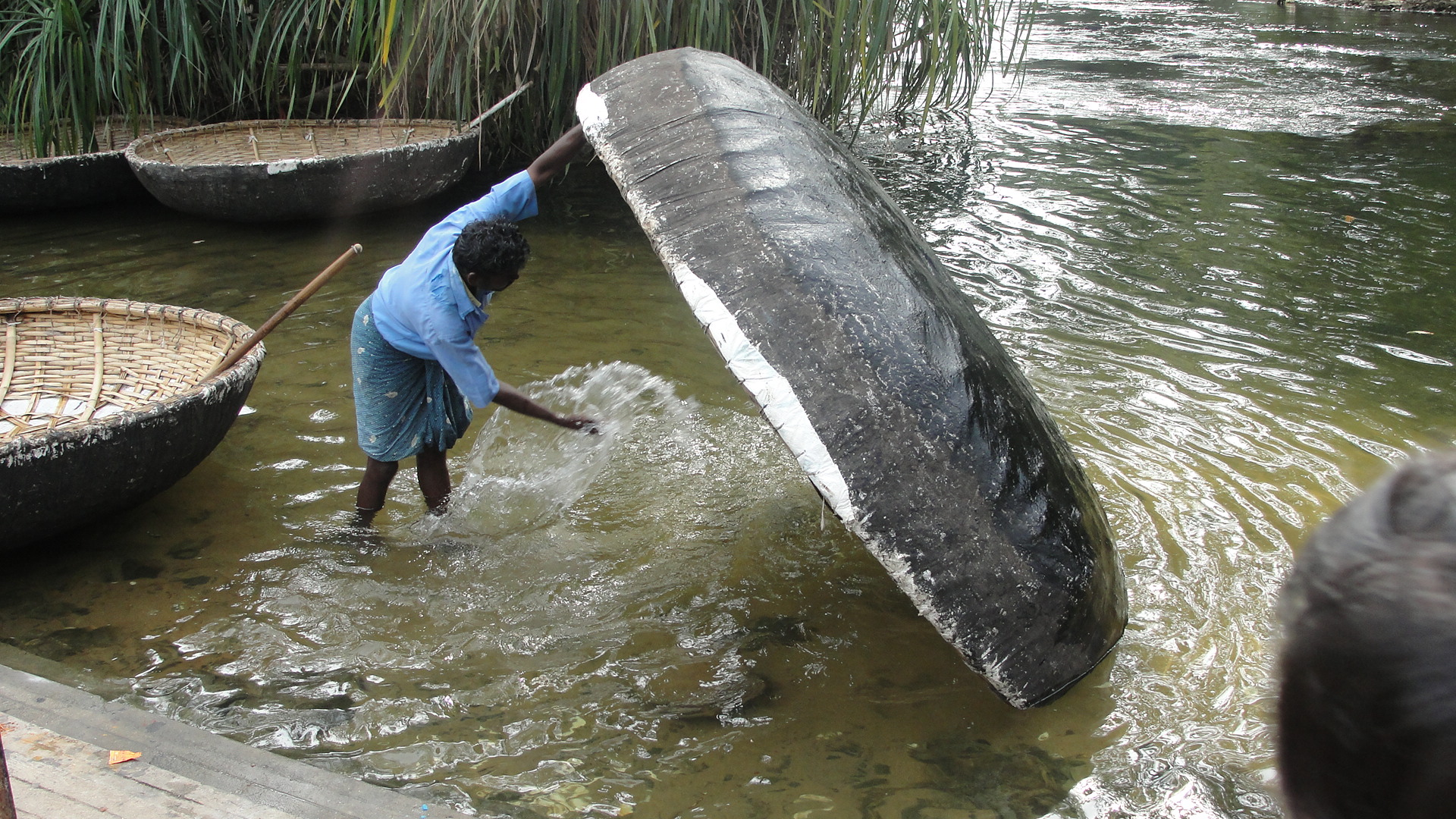
Un home capgira un coracle.

El coracle és un primitiu bot lleuger, que per la seva forma i dimensions permet de portar-lo a l'espatlla, i es fa servir tradicionalment a Gal·les, Regne Unit, però també en algunes parts de l'oest i el sud-oest d'Anglaterra, i Irlanda (en particular, al riu Boyne), i Escòcia (particularment al riu Spey). El terme coracle també es fa servir per a referenciar a vaixells similars que es troben en l'Índia, Vietnam, Iraq i el Tibet.

## Etimologia
La paraula coracle prové de l'idioma gal·lès, cognat amb gaèlic, irlandès i escocès i es registra en anglès ja cap al segle xvi.

## Estructura
De forma ovalada i molt similar a mitja closca de nou, la seva estructura està formada per varetes de salze partides pel mig longitudinalment, trenades entre si com en un cistell i lligades amb l'escorça verda de salze. La capa exterior era originalment de pell d'animal, com cavall o bou, amb una fina capa de quitrà perquè fos totalment impermeable. L'estructura dona forma a una embarcació sense quilla de fons pla per a repartir uniformement el pes de l'embarcació i la seva càrrega a través de l'estructura i reduir la profunditat necessària d'aigua, molt sovint tan sols uns pocs centímetres, pel que és ideal per l'ús als rius.
Cada coracle és únic en el seu disseny, ja que s'adapta a les condicions del riu a on fou construït i destinat a ser utilitzat. El coracle Teifi, per exemple, és de fons pla, ja que està dissenyat per a navegar ràpids poc profunds, comuns al riu en estiu, mentre que el coracle Camarthen és més rodó i més profund, ja que es fa servir en aigües de les marees de Tywi, on no hi ha ràpids. Els coracles Teifi estan fets de fusta de zones locals, salze per a les petites llates de l'estructura (el cos de l'embarcació) i avellaner per a la seva orla (tota la vora superior de l'estructura), mentre que els coracles Tywi s'han construït tradicionalment a partir de fusta de freixe. Els vaixells de treball tendeixen a ser fets de fibra de vidre. Els coracles Teifi no utilitzen claus, confiant en l'encreuament dels llistons de l'estructura per a absorbir els esforços de sol·licitació, mentre que els Carmarthen utilitzen claus de coure per a unir els llistons, que van superposats sense cap entrellaçat.
Els coracles són barquetes de pesca molt eficients quan són tripulats per una persona experta; amb prou feines s'altera l'aigua quan naveguen i els peixos no s'espanten. Un únic braç permet de guiar el coracle, mentre que amb l'altre braç és per a la xarxa. Normalment es necessiten dos coracles per a estendre la xarxa. El coracle s'impulsa per mitjà d'una pagaia de fulla ampla, que varia de disseny segons els diferents rius. La forma de remar és amb la pagaia situada a la part davantera del coracle, i remant cap enrere amb el tripulant mirant cap a la direcció de desplaçament.
Un altre aspecte important dels coracles gal·lesos és que poden portar-se a l'espatlla per una persona.

## Història
Dissenyat per al seu ús als rius ràpids de Gal·les i parts de la resta de Gran Bretanya i Irlanda, el coracle s'ha utilitzat durant segles, després d'haver estat senyalat per Juli Cèsar en la seva invasió de Gran Bretanya a mitjans del segle i a. C. i els va utilitzar en les seves campanyes per Espanya. Les restes d'un possible coracle foren trobats en una tomba primerenca de l'edat de bronze en Barns Farms a prop de la badia Dalgety i altres dos s'han descrit en Corbridge i a prop de Ferriby.
Segons Ian Harries, pescador coracle, aquests són tan lleugers i portàtils que fàcilment es poden portar sobre les espatlles dels pescadors quan s'avança cap a i des del seu treball. Quan la pesca es porta a terme per dues persones, hi ha un pescador per barca. La xarxa s'estenia pel riu entre els dos coracles (es remava amb una sola mà, arrossegant la xarxa en l'altre).

## La Societat Coracle
La Societat Coracle és una organització amb seu al Regne Unit, fundada pel seu president, Sir Peter Badge a 1990. Els cinc objectius fundacionals de la Societat eren:
- Promoure el coneixement de les barques, curraghs i naus aliades, les seves decisions i el seu ús, així com el seu estudi i col·lecció.
- Adoptar totes les mesures raonables per donar suport a la continuació de la pesca que involucri l'ús de barques i encoratjar la celebració de regates coracle i similars.
- Publicar un butlletí de notícies com a mitjà de comunicació entre tots els interessats en coracles.
- Utilitzar els seus millors esforços per a obtenir subministraments de materials per la construcció de coracles.
- Promoure demostracions, cursos, exposicions, debats i conferències relacionades amb coracles.

N'hi ha molts membres de la societat en tot el país que han demostrat l'execució dels coracles als esdeveniments i/o cursos. Terry Kenny, l'actual president de la Societat, dirigeix diversos cursos cada any al Centre de Wood Green. Aquest any, la Societat estarà representada en més de trenta esdeveniments i cursos.
La Societat va estar present al Festival de Riu Shrewsbury 2005, on es mostren diverses barques al riu Severn. També hi ha una regata anual de coracles celebrades en agost en Bank Holiday Monday cada any. Està organitzat pel Centre de Wood Green i està dirigit de manera informal perquè qualsevol persona amb un coracle pugui formar part de l'esdeveniment. Cada any els nous participants venen amb coracles fets el cap de setmana de vacances al Centre de Wood Green amb el fabricant local de coracles Terry Kenny.
La tercera Coracle Challenge, que recapta fons en recolzament al Macmillan Cancer Support va tenir lloc en Shrewsbury el 19 de maig de 2009, amb Terry Kenny participant en nom de la Societat.
En 2010, la Societat va celebrar el seu 20è aniversari amb una sèrie d'actes programats per reconèixer aquesta important fita, incloent-hi un matí de xerrades al Centre Nacional Coracle en Cenarth.

## Seguretat
El disseny del seu buc fa del coracle una nau inestable perquè es troba "pel damunt" de l'aigua, en comptes de "dintre" d'aquesta, per la qual cosa la barca pot ser fàcilment arrossegada pels corrents i el vent. La Coracle Society ha publicat directrius per a l'ús segur de coracles.

## Els coracles en la literatura
L'illa del tresor és una novel·la d'aventures escrita per Robert Louis Stevenson. Un coracle primitiu de pell de cabra salvatge té un paper cabdal en la trama.

## Curiositats
- Vídeo que mostra com es pot fer avançar un coracle sense pagaia i com es pot ballar sobre coracles a tot ritme (Vietnam).[12]
- 1829. El bergantí britànic Cyprus fou capturat per uns convictes que transportava, que deixaren els tripulants legals en diverses platges sense recursos. La salvació va venir per un coracle, que va fer un mariner gal·lès amb un ganivet i una mica de lona, en el que dos homes anaren a buscar ajuda travessant l'estret de D'Entrecasteaux Channel fins a Partridge Island. Aquells dos homes eren el constructor Thomas Morgan i John Popjoy.[13][14]
  - El canal D'Entrecasteaux (D'Entrecasteaux Channel), anomenat en honor d'Antoine Bruny d'Entrecasteaux, separa l'illa de Bruny i Tasmània.